# Ángel Espinosa
Ángel Espinosa Capó (ur. 2 października 1966 w Holguín, zm. 12 kwietnia 2017 w Hialeah Gardens) – kubański bokser wagi średniej, które największe sukcesy odnosił w latach 80. W 1986 roku zdobył tytuł mistrza świata w boksie podczas mistrzostw rozgrywanych w Reno w Stanach Zjednoczonych. Z powodu bojkotu przez Kubę Letnich Igrzysk Olimpijskich w 1984 i 1988, nie udało mu się zdobyć olimpijskiego medalu.
W 1983 zdobył mistrzostwo świata juniorów w wadze lekkopółśredniej, po znokautowaniu w drugiej rundzie Meldricka Taylora.
W 1986 wywalczył złoty medal na mistrzostwach świata w Reno, a rok później był najlepszy na Igrzyskach panamerykańskich w Indianapolis.
Na mistrzostwach świata w 1989 pokonał Svena Ottke’a, jednak później przegrał w finale z Andriejem Kurniawką. W 1992 na swoich pierwszych Letnich Igrzyskach Olimpijskich w Barcelonie, startując w wadze półciężkiej przegrał z Wojciechem Bartnikiem.